# En peligro
En peligro es una película de Argentina filmada en colores dirigida por Matías Szulanski sobre el guion de Damián Leibovich que se estrenó el 11 de octubre de 2018. Tuvo como actores principales a Naiara Awada, Alberto Suárez y Florencia Benítez.

## Sinopsis
Una joven en muletas que es acosada por su exnovio pide ayuda a un policía cuando su perro aparece asesinado, sucediéndose una serie de crímenes que sorprenden a la protagonista.

## Reparto
Participaron del filme los siguientes intérpretes:
- Naiara Awada…Carla Ponti
- Alberto Suárez…detective Zapiola
- Florencia Benítez…Flor
- Andrés Ciavaglia… Juan
- Gastón Cocchiarale…Vecino
- Claudia Schijman…Claudia Menéndez
- Bernardo Szulanski…Vendedor de pelucas
- Matías Szulanski…Empleado de seguridad estacionamiento
- Inés Urdíñez…Segundo nombre Shantal con 'sh'

## Comentarios
Adolfo C. Martínez en La Nación escribió:

”Una muchacha que se desplaza con muletas y un detective… son los principales protagonistas de esta historia en la se mezclan el terror y la traición. …Amante de las películas clase B, el director Matías Szulansk redujo el argumento a su versión más despojada, lo que sumado a la correcta actuación de Nai Awada, resultó en una de esas rarezas cinematográficas que no pasará desapercibida para los amantes del género.”

Emiliano Basile en el sitio web escribiendocine.com opinó:

”En peligro es una serie de largas conversaciones triviales y contemplativas escenas rutinarias…interrumpida de manera violenta por los crímenes que sorprenden a la protagonista. …Damián Leibovich toma el recurso con dosis de humor absurdo para atravesarlo –como si fuera posible- con un estético cine vintage que recupera personajes y resoluciones formales de antaño. Matías Szulanski filma con maestría, convirtiendo a su film en un deleite visual para el cinéfilo entendido. Lentos movimientos de cámara develan espacios, el abuso del zoom abre o cierra escenas, la música de los setenta –argentina- decora un film que parece salido del imaginario de Quentin Tarantino en el intento de homenajear a ese cine basura que conoce a la perfección. Pero...quizás resienta su propuesta justamente por abusar de sus virtudes. Remarca tanto los clichés...que termina por ser un mero ejercicio formal para un nicho cinéfilo que conoce la referencia, y deja afuera del relato al espectador que busque una u otra cosa (cine contemplativo o cine policial clase b).”